# بيترو كاشارو
بيترو كاشارو (حوالي 1400 - أغسطس 1485) كان شاعرًا وفيلسوفاً مالطيًا، ومؤلف أقدم نص مكتوب باللغة المالطية، إيل كانتيلينا.

## سيرته

### أصله
ينحدر بيترو كاشارو من عائلة نبيلة من مدينا في مالطا. تاريخ ميلاده غير معروف، ومن المؤكد أنه ولد في بداية القرن 15، وربما حوالي عام 1400. في وصيته عام 1485، يُدعى والده أندريوتو كاشارو، ابن أورلاندو وفلافيا، ووالدته أغنيسي فاجنولو، ابنة أنتونيلو فاجنولو ولويزيا دي ناسيس. ومن المعروف أن أحد إخوة بيترو كاشارو، نيكولاس، قُتل عام 1473 بعد شجار مع أشخاص من سيجيوي، بسبب فتاة يُزعم أنه كان يراها سرًا.

### دراسته ومهنته
بدأ كاشارو دراسته في مالطا قبل أن يتابعها في باليرمو. أكمل دراساته في القانون هناك وأصبح كاتب عدل في عام 1438. وبعد تخرجه بأشهر قليلة عيّن قاضياً بمحكمة جوزو لعامي 1440 و1441. في الفترة ما بين 1441 - 1475 عمل قاضياً في محاكم مالطا. كما كان قاضياً في المحاكم المدنية في أعوام 1460-1461، 1470-1471 و1481-1482، وقاضياً في المحاكم الكنسية في أعوام 1473، 1480 و1481.
كان كاشارو أيضًا محلفا في المجلس البلدي لمدينة مدينا في أعوام 1452-1453، 1458-1459، 1461-1462، 1469-1470، 1474-1475 و1482-1483. وعمل كاتب عدل أو سكرتير لنفس المجلس في عامي 1460 و1468.
كانت لديه ممتلكات كبيرة على الساحل الشمالي لمالطا، إضافة لستة عبيد.

### صداقته مع الدومينيكان
منذ وصولهم إلى مالطا حوالي عام 1450، أقام الرهبان الدومينيكان روابط قوية مع النخبة الفكرية في الأرخبيل. يبدو أن بيترو كاشارو كان على علاقة جيدة معهم، لدرجة أنه جعلهم ورثة لممتلكاته.

### محاولة الزواج
حوالي عام 1463، سعى كاشارو إلى الزواج من أرملة تدعى فرانكا دي بيغليرا. إلا أنَّ شقيقه، وهو كاهن في فرع الكاتدرائية، عارض ذلك لأن والد كاشارو كان عرّاب فرانكا. في النهاية، عندما حصل كاشارو على موافقة السلطة الدينية، غيرت فرانكا رأيها مما أثار استياء كاشارو الذي ظل عازبًا بقية حياته.

### الحرمان الكنسي
في عام 1480، عارض كاشارو أسقف مالطا، المشتبه به بالفساد، بقوة من خلال المطالبة باستقالته. كانت معارضته شديدة لدرجة أن الأسقف قام بحرمانه كنسياً في يونيو 1480 انتقاماً منه. وعلى الرغم من شدة هذه العقوبة في ذلك الوقت، ظل كاشارو مصرا على موقفه. وفي العام التالي، قام الأسقف، الذي كان بحاجة إلى دعم المجلس البلدي وكاشارو، برفع الحظر.

### وفاته

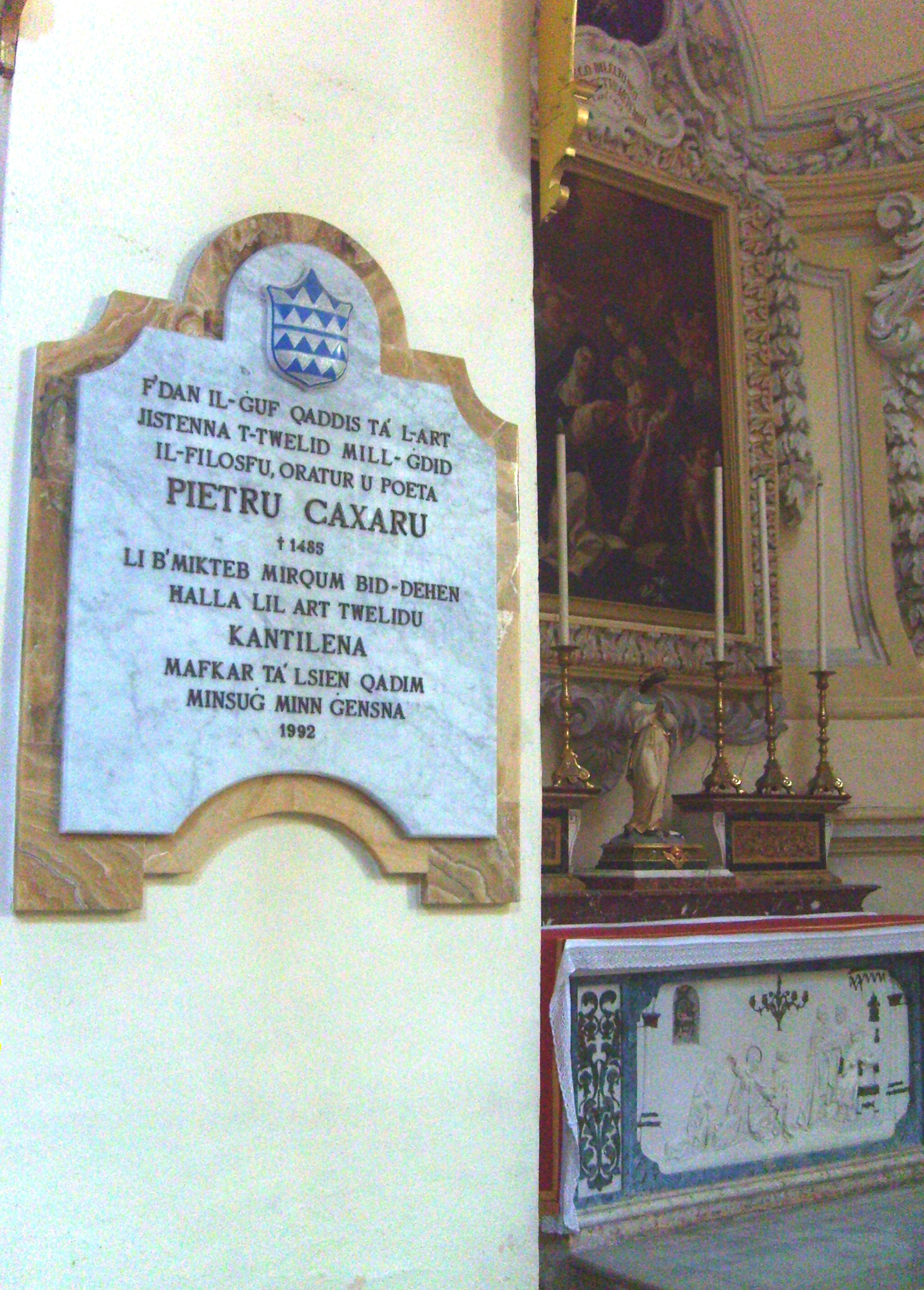
نصب تذكاري لبيترو كاشارو بالرباط، مالطا

كتب كاشارو وصيته يوم 12 أغسطس 1485، وتوفي بعد أيام قليلة في تاريخ غير معروف بشكل دقيق. ورث الرهبان الدومينيكان جميع ممتلكاته.
مكان دفنه الأصلي غير معروف. ولكن، وفقاً لوصيته، تم نقل رفاته لاحقًا إلى إحدى المصليات المبنية حديثًا بكنيسة القديس دومينيك بالرباط. تم بناء الكنيسة بفضل وصية كاشارو، وتم تخصيصها لسيدة المعونة الإلهية (del Soccorso Gloriosissima).
افتتح نصب تذكاري في نفس الكنيسة على قبر كاشارو يوم 30 سبتمبر 1992.

## أعماله
كان بيترو كاشارو شخصية شبه مجهولة حتى اكتشاف قصيدته الكنتيلينا ونشرها في عام 1968 على يد الدومينيكاني ميكيل فسادني وجودفري ويتنجر. وهو نص مكون من 20 بيتًا، كتبه على صفحة من سجلات التوثيق القس براندانو كاشارو (1533-1536)، وهو قريب بعيد لبيترو كاشارو. اكتشفت المخطوطة بالصدفة في 22 سبتمبر 1966. وبينما صحة العمل وأصالته لا جدال فيها، فقد تمت مناقشة نسبه إلى كاشارو في بعض الأحيان، لكن النقد اليوم يبدو مؤيِدًا إلى حد كبير لهذا الإسناد.
كمقدمة للقصيدة، كتب براندانو كاشارو بضعة أسطر باللغة اللاتينية ليقدم المؤلف كفيلسوف وشاعر وخطيب. نظرًا لعدم العثور على نص آخر لبيترو كاشارو، تظل أنشطته الأدبية الأخرى افتراضية.